# Saint-Maximin (Oise)
Saint-Maximin is een gemeente in het Franse departement Oise (regio Hauts-de-France). De plaats maakt deel uit van het arrondissement Senlis. Saint-Maximin telde op 1 januari 2022 3.153 inwoners.

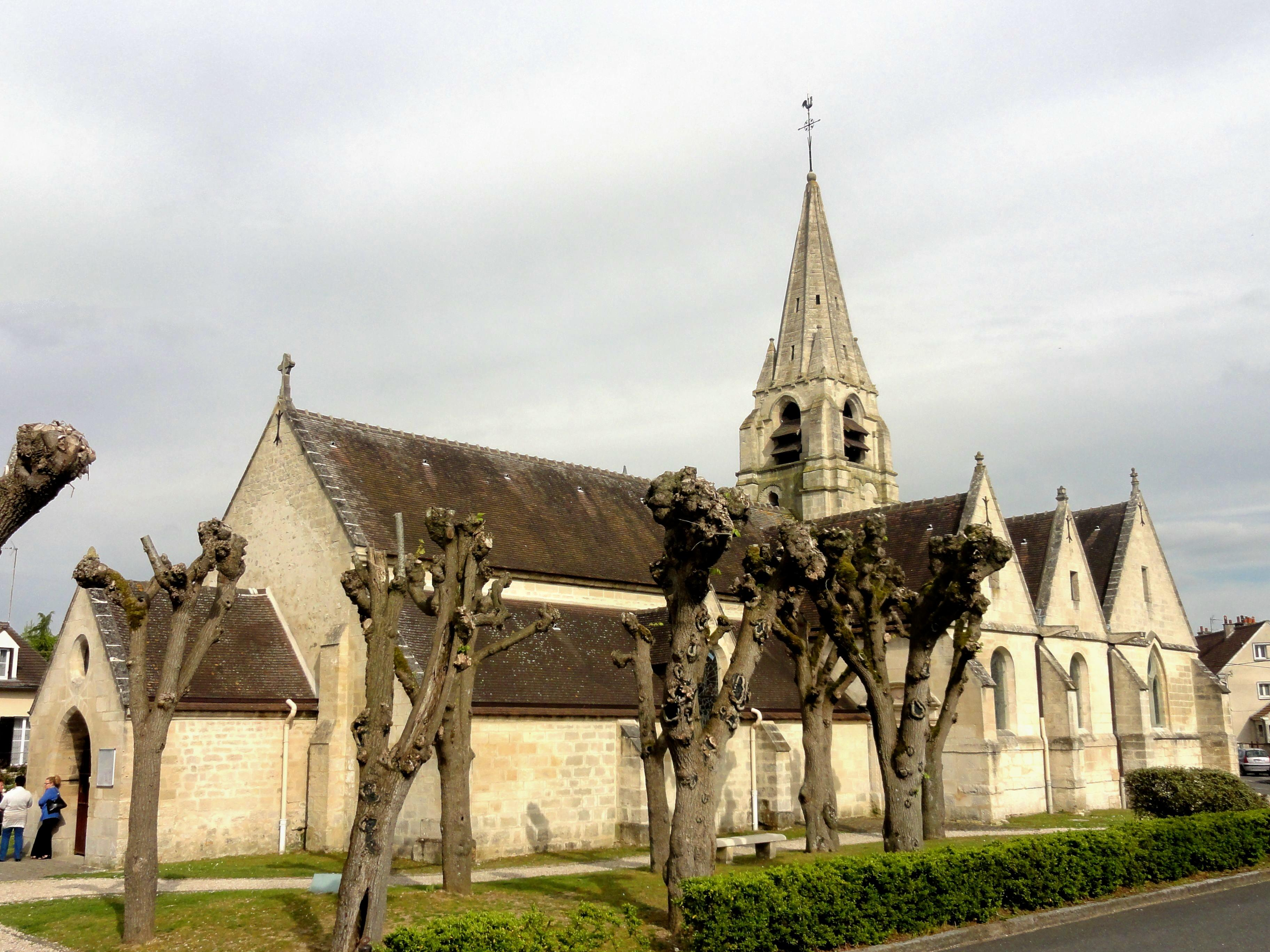
Kerk van Saint-Maximin
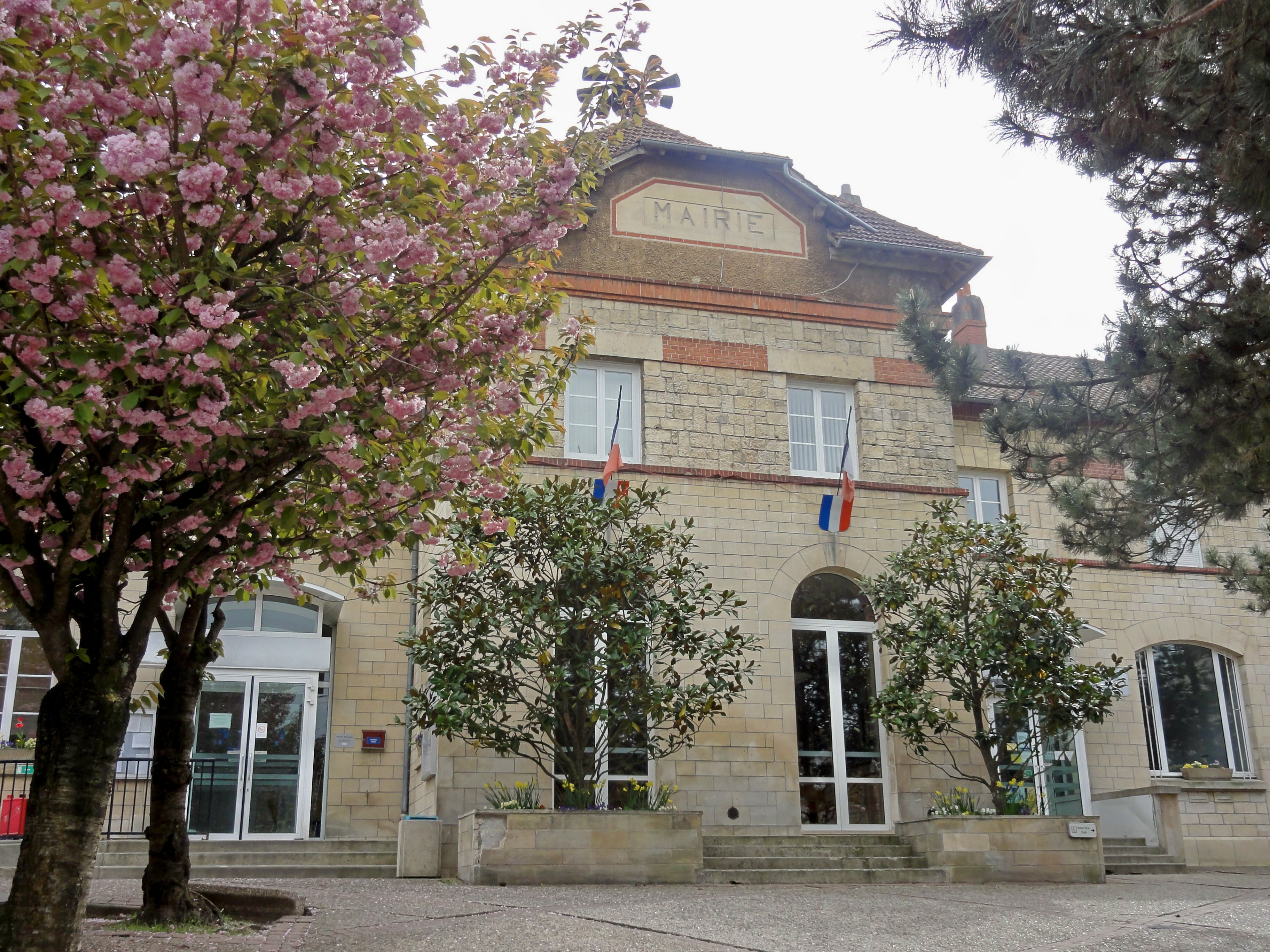
Gemeentehuis

## Geografie
De oppervlakte van Saint-Maximin bedroeg op 1 januari 2022 12,33 vierkante kilometer; de bevolkingsdichtheid was toen 255,7 inwoners per km².

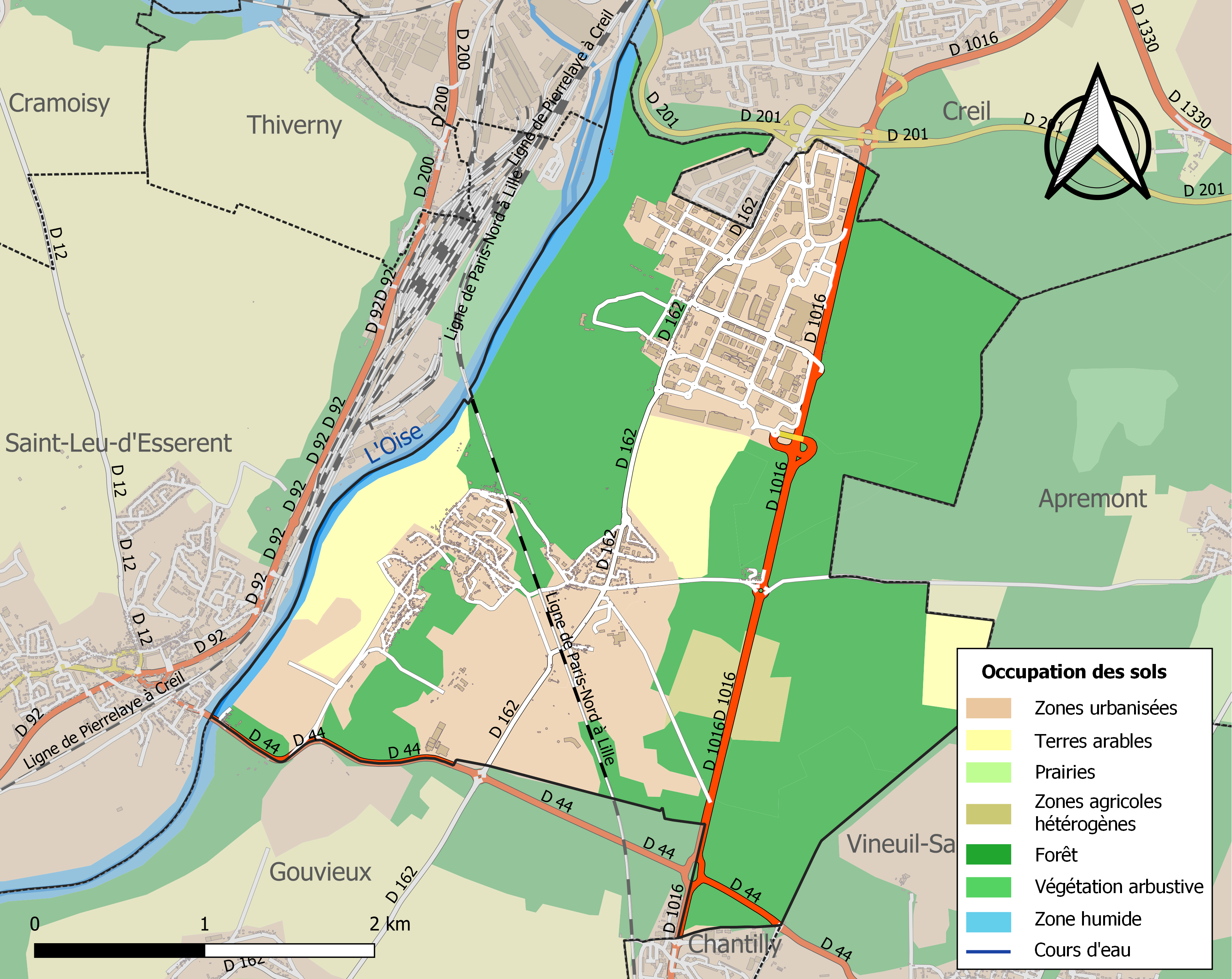
Kaart van de gemeente met belangrijkste infrastructuur, bodemgebruik en omliggende gemeenten

## Demografie
Onderstaande figuur toont het verloop van het inwonertal (bron: INSEE-tellingen).